# Liste der Kulturdenkmäler in Ellern (Hunsrück)
In der Liste der Kulturdenkmäler in Ellern (Hunsrück) sind alle Kulturdenkmäler der rheinland-pfälzischen Ortsgemeinde Ellern (Hunsrück) aufgeführt. Grundlage ist die Denkmalliste des Landes Rheinland-Pfalz (Stand: 27. Oktober 2023).

## Einzeldenkmäler
| Bezeichnung         | Lage                                              | Baujahr                            | Beschreibung | Bild                           |
| ------------------- | ------------------------------------------------- | ---------------------------------- | --- | ------------------------------ |
| Villa               | Bahnhofstraße 50/52, 55 Lage                      | um 1910/20                         | Nr. 50/52: Villa, teilweise verschiefert, um 1910/20, Park mit Bedienstetenhaus; Nr. 55: Fachwerk-Ökonomietrakt, bezeichnet 1936, Verwaltungsgebäude, Walmdachbau, teilweise Fachwerk; bauliche Gesamtanlage | Fotos hochladen                |
| Quereinhaus         | Im Haferacker 4 Lage                              | 1736                               | Fachwerk-Quereinhaus, teilweise massiv, bezeichnet 1736 | Fotos hochladen                |
| Grabmäler           | Rheinböllener Straße, auf dem alten Friedhof Lage | zweite Hälfte des 19. Jahrhunderts | Grabmal Pfarrer Schneyder, († 1881), Stele mit Akroter; Grabmal Familie Höltz, Stele mit Vase | BW                             |
| Gasthaus „Zur Post“ | Rheinböllener Straße 4 Lage                       | um 1800                            | ehemaliges Gasthaus „Zur Post“; stattliches Fachwerk-Quereinhaus, verputzt, abgewalmtes Mansarddach, um 1800, Stall/Scheune 19. Jahrhundert                                                                  | Fotos hochladen                |
| Altes Rathaus       | Simmerner Straße 2 Lage                           | 18. Jahrhundert                    | Mansardwalmdachbau, Fachwerk verputzt oder verschiefert, 18. Jahrhundert | Fotos hochladen                |
| Backhaus            | Simmerner Straße 6 Lage                           | 19. Jahrhundert                    | eingeschossiger Bruchsteinbau, 19. Jahrhundert | Fotos hochladen                |
| Evangelische Kirche | Simmerner Straße 7 Lage                           | 1827–29                            | klassizistischer Saalbau, 1827–29, Architekt Ferdinand Nebel, Koblenz | weitere Bilder Fotos hochladen |